# Cychrus
Cychrus (Fabricius, 1794) è un genere di coleottero Carabide della sottofamiglia dei Carabinae Osservato nelle ecozone neartica e paleaartica, il genere è caratterizzato dalla morfologia singolare dovuta alla selezione naturale nell'adattamento ad un regime alimentare elicofago. 
Alcune delle specie alle quali appartiene sono presenti in Italia, tra le quali le endemiche Cychrus italicus Bonelli, 1810, cicro cilindricolle (Cychrus cylindricollis Pini, 1871) e la sottospecie Cychrus attenuatus latialis endemica dell'Appennino centro-meridionale.

## Tassonomia
Questo taxon comprende le seguenti 161 specie:
- Cychrus aeneus Fischer von Waldheim, 1824
- Cychrus altitudinum Deuve, 1998
- Cychrus anatolicus Motschulsky, 1866
- Cychrus angulicollis Sella, 1874
- Cychrus angustatus Hoppe & Hornschuch, 1825
- Cychrus angustior Kleinfeld, 2000
- Cychrus angustitarsalis Deuve, 1991
- Cychrus anomalognathus Imura & Cavazzuti, 2018
- Cychrus attenuatus (Fabricius, 1792)
- Cychrus auvrayorum Deuve & Mourzine, 1997
- Cychrus barkamensis Deuve, 1991
- Cychrus baxiensis Deuve, 1997
- Cychrus becvari Deuve, 2018
- Cychrus benesi Deuve, 1996
- Cychrus bisetosus Deuve, 1995
- Cychrus bispinosus Deuve, 1989
- Cychrus boulbeni Deuve, 1997
- Cychrus bruggei Deuve, 1991
- Cychrus busatoi Cavazzuti, 2009
- Cychrus businskyianus Imura, 2000
- Cychrus businskyorum Imura, 2000
- Cychrus caraboides (Linnaeus, 1758)
- Cychrus cavazzutii Deuve, 2002
- Cychrus cerberus Cavazzuti, 2007
- Cychrus chareti Deuve, 1994
- Cychrus colasi Deuve, 1994
- Cychrus coptolabroides Imura & Cavazzuti, 2017
- Cychrus cordicollis Chaudoir, 1835
- Cychrus cordithorax Deuve, 2007
- Cychrus cyaneomelas Deuve, 2010
- Cychrus cylindricollis Pini, 1871
- Cychrus dacatrai Deuve, 1992
- Cychrus daochengicus Deuve, 1989
- Cychrus davidis Fairmaire, 1886
- Cychrus Deuveianus Cavazzuti, 1998
- Cychrus dolichognathus Deuve, 1990
- Cychrus dufouri Chaudoir, 1869
- Cychrus elongaticeps Deuve, 1992
- Cychrus elongatulus Deuve, 2001
- Cychrus evae Häckel & Sehnal, 2007
- Cychrus forceps Imura & Cavazzuti, 2017
- Cychrus fugongensis Imura & Cavazzuti, 2018
- Cychrus furumii Deuve, 1990
- Cychrus gorodinskiellus Deuve, 2016
- Cychrus gorodinskiorum Deuve, 2013
- Cychrus grajus K. & J.Daniel, 1898
- Cychrus grumulifer Deuve, 1994
- Cychrus haesitans Cavazzuti, 2007
- Cychrus hampei Gestro, 1875
- Cychrus heishuiensis Deuve, 2004
- Cychrus hemphillii G.Horn, 1879
- Cychrus horribilis Deuve, 2016
- Cychrus huyaensis Imura & Cavazzuti, 2018
- Cychrus inexpectatior Deuve, 1991
- Cychrus inframontes Cavazzuti, 2007
- Cychrus inops Deuve, 1997
- Cychrus italicus Bonelli, 1810
- Cychrus janatai Deuve, 2001
- Cychrus jiaolieshanus Imura & Cavazzuti, 2019
- Cychrus jinchuanensis Deuve & Tian, 2007
- Cychrus jinpingshanus Imura & Cavazzuti, 2017
- Cychrus jirouxi Deuve, 2006
- Cychrus jiulongensis Deuve, 1994
- Cychrus kabakianus Imura & Cavazzuti, 2017
- Cychrus kalabi Deuve, 1991
- Cychrus kalabianus Deuve, 2019
- Cychrus kangensis Deuve & Tian, 2013
- Cychrus kaznakovi Semenov & Znojko, 1934
- Cychrus keithi Deuve, 1998
- Cychrus koiwayai Deuve & Imura, 1993
- Cychrus korotyaevi Deuve, 1991
- Cychrus kozlovi Semenov & Znojko, 1934
- Cychrus kralianus Deuve, 1996
- Cychrus kryzhanovskii Deuve, 2000
- Cychrus kubani Deuve, 1992
- Cychrus kvetoslavae Deuve, 2006
- Cychrus lajinensis Deuve & Tian, 2002
- Cychrus lanpingensis Deuve, 1997
- Cychrus lecordieri Deuve, 1990
- Cychrus lianghensis Cavazzuti, 2008
- Cychrus liei Kleinfeld, 2003
- Cychrus lilianae Cavazzuti, 1997
- Cychrus liuyei Deuve & Tian, 2013
- Cychrus loccai Cavazzuti, 1997
- Cychrus luctifer Deuve, 1991
- Cychrus ludmilae Imura, 1999
- Cychrus luhuo Deuve, 1994
- Cychrus luojiensis Cavazzuti, 1998
- Cychrus luolaluokuanus Imura & Cavazzuti, 2019
- Cychrus maoxianicus  & Mourzine, 2000
- Cychrus marcilhaci Deuve, 1992
- Cychrus minjiangicus Deuve, 2009
- Cychrus minor G.Horn, 1876
- Cychrus minshanicola Deuve, 1987
- Cychrus miroslavi Deuve, 2006
- Cychrus moerkuaicus Deuve & Tian, 2007
- Cychrus morawitzi Géhin, 1885
- Cychrus morvani Deuve, 1998
- Cychrus motianling Imura & Cavazzuti, 2018
- Cychrus mugecuo Deuve, 1994
- Cychrus muliensis Deuve, 1992
- Cychrus naviauxi Deuve & Mourzine, 1998
- Cychrus nixiensis Imura & Cavazzuti, 2018
- Cychrus obsidianus Imura & Cavazzuti, 2020
- Cychrus ombrophilus Deuve, 1990
- Cychrus pangi Deuve & Tian, 2004
- Cychrus paraxiei Cavazzuti, 2009
- Cychrus pentaploidus Deuve, 2010
- Cychrus ponticus
- Cychrus pratti Breuning, 1946
- Cychrus procerus Cavazzuti, 1998
- Cychrus prosciai Cavazzuti, 2010
- Cychrus pseudokoiwayai Deuve, 1998
- Cychrus puchneri Kleinfeld, 2016
- Cychrus puetzi Kleinfeld & Korell&Wrase, 1996
- Cychrus quadrisetifer Imura, 1998
- Cychrus remondi Deuve, 1999
- Cychrus reni Deuve & Tian, 2013
- Cychrus reuteri Kleinfeld, 2018
- Cychrus riwaensis Deuve, 2006
- Cychrus rost Roeschke, 1907
- Cychrus rostislavi Deuve, 2009
- Cychrus rugicollis K. & J.Daniel, 1898
- Cychrus rugocephalus Deuve, 2014
- Cychrus sabdensis Deuve, 1994
- Cychrus sars Imura & Häckel, 2003
- Cychrus schmidtii Chaudoir, 1837
- Cychrus schneideri Imura, 1997
- Cychrus sehnali Häckel, 2007
- Cychrus sellemi Deuve, 2002
- Cychrus semelai Deuve, 1997
- Cychrus semigranosus Palliardi, 1825
- Cychrus seriatus Roeschke, 1907
- Cychrus shangrilanus Imura & Cavazzuti, 2017
- Cychrus shankoucola Deuve, 1994
- Cychrus shanxiensis Deuve, 2005
- Cychrus signatus Faldermann, 1836
- Cychrus sinicus Deuve, 1989
- Cychrus sola Cavazzuti, 1997
- Cychrus songpanensis Deuve, 1991
- Cychrus spinicollis L.Dufour, 1857
- Cychrus starcki Reitter, 1888
- Cychrus stoetzneri Roeschke, 1923
- Cychrus szetshuanus Breuning, 1931
- Cychrus thibetanus Fairmaire, 1893
- Cychrus tubaemons Imura & Cavazzuti, 2017
- Cychrus tuberculatus T.W.Harris, 1839
- Cychrus turnai Deuve, 1994
- Cychrus uenoi Imura, 1995
- Cychrus vignai Cavazzuti, 2011
- Cychrus wheatleyi G.Horn, 1876
- Cychrus wuyipeng Deuve, 1992
- Cychrus xiei Deuve, 1989
- Cychrus yadingensis Deuve, 2006
- Cychrus yajiangensis  & Mourzine, 1998
- Cychrus yi Cavazzuti, 2001
- Cychrus yulongxuicus Deuve, 1991
- Cychrus yunnanus Fairmaire, 1887
- Cychrus zhimahensis Imura & Cavazzuti, 2019
- Cychrus zhoui Imura & Su&Osawa, 1998
- Cychrus zoigeicus Deuve, 1990
- Cychrus zuopengensis Imura & Cavazzuti, 2019

### Alcune specie

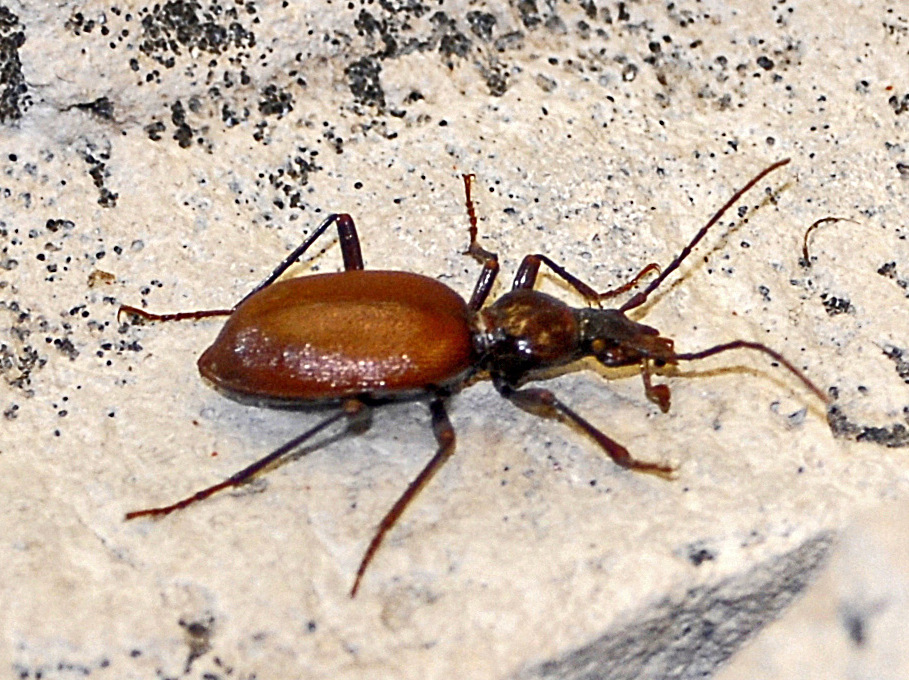
Cychrus angustatus
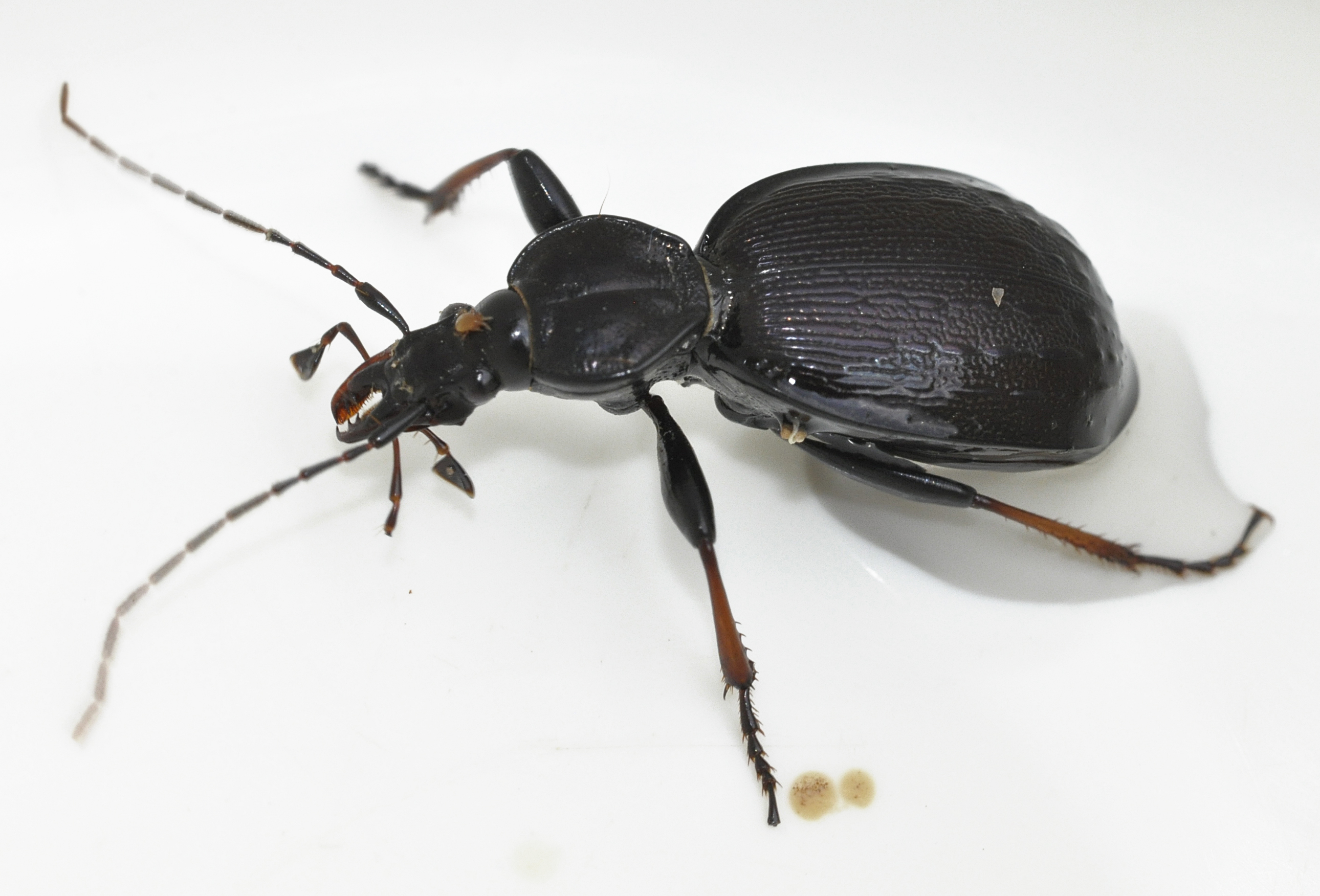
Cychrus attenuatus
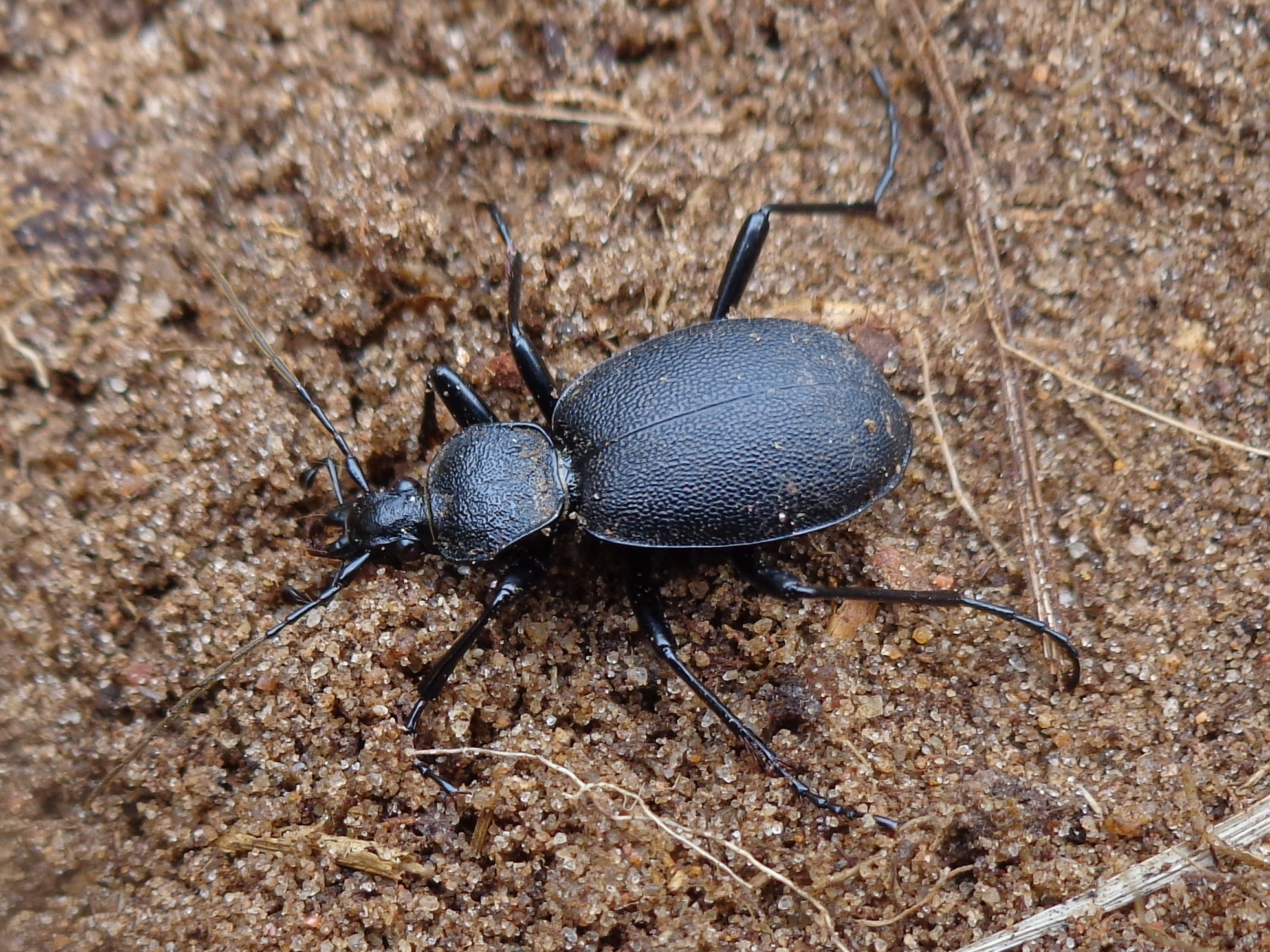
Cychrus caraboides
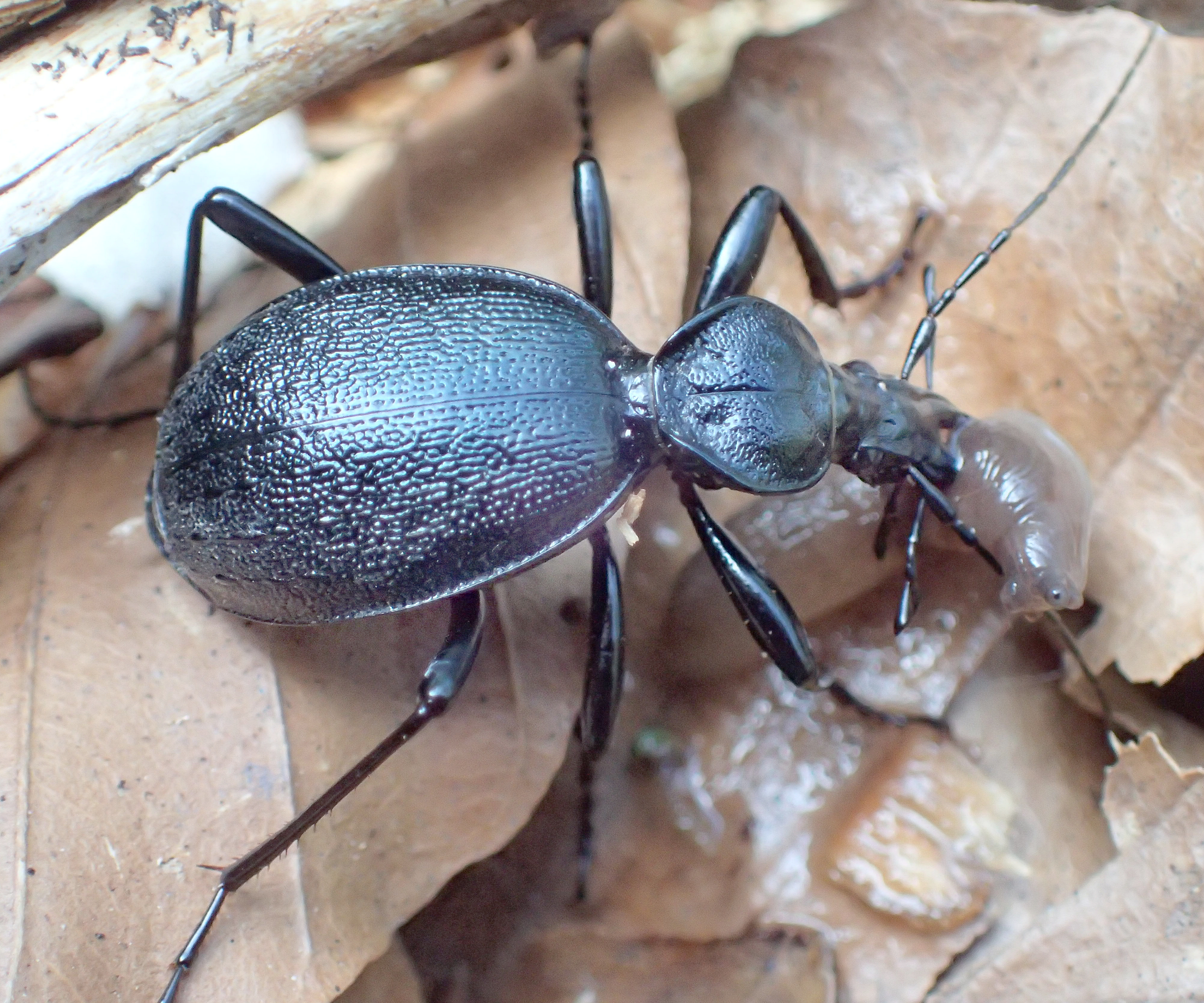
Cychrus semigranosus
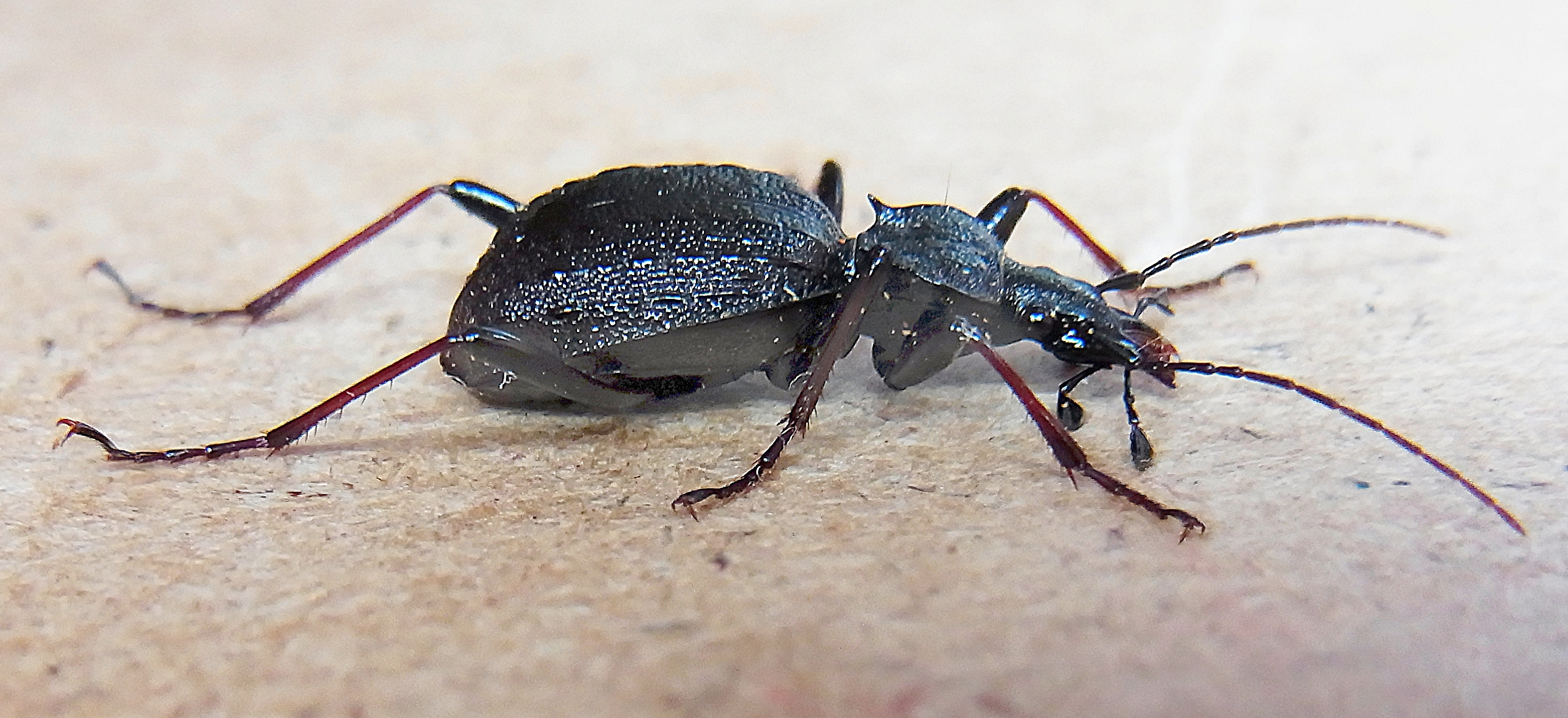
Cychrus spinicollis